# Scream (canção de Timbaland)
"Scream" é uma canção interpretada pelo produtor, compositor e rapper americano Timbaland, lançado como o quinto e último single de seu segundo álbum de estúdio Shock Value (2007). A música conta com os vocais da cantora e compositora americana Keri Hilson e da vocalista do Pussycat Dolls Nicole Scherzinger. Mosley e Hilson co-escreveram a música com o produtor americano Danja, que co-produziu a música com Timbaland. Mosley Music Group, em associação com a Blackground Records e Interscope Records, sendo enviada para as rádios mainstream nos Estados Unidos em 11 de dezembro de 2007.
"Scream" recebeu em sua maioria analises positivas de críticos de música, com a maioria deles elogiando a performance vocal de Hilson, enquanto os vocais de Timbaland foram considerados assustadores por um crítico. A canção foi moderada, possivelmente em parte devido ao sucesso contínuo do single anterior de Timbaland, "Apologize". Atingiu o pico entre os dez primeiros em países como a Nova Zelândia e a Suécia e entre os quinze maiores do mundo em países como Austrália e Irlanda. Apesar de ter sido lançado em primeiro lugar nos Estados Unidos, a música não apareceu na Billboard Hot 100, sendo seu único single do álbum a não aparecer na parada. O videoclipe que acompanha a canção retrata Timbaland sendo acariciado por outras duas mulheres, enquanto Hilson e Scherzinger estão em cenas separadas realizando movimentos sedutores em áreas isoladas.

## Antecedentes
"Scream" foi escrito e composto por Timbaland (como Tim Mosley), Danja (como Nate Hills) e Keri Hilson. Mosley e Hills produziram a faixa e forneceram instrumentação para ela tocando os teclados e os baixos enquanto Timbaland toca na bateria. Danja é creditado na música por tocar as guitarras com os músicos Kevin Rudolf e Dan Warner. A música foi gravada e programada pelos engenheiros de som Demacio "Demo" Castellon e Marcella "Ms. Lago" Araica no Hit Factory Criteria em Miami, enquanto os dois mixaram a faixa no Chalice Recording Studios em Los Angeles. Castellon e Araica foram assistidos por James Barton na mixagem da faixa enquanto a edição da música foi conduzida por Ron Taylor usando a tecnologia Pro Tools. A música tingida de gospel foi descrita como "funk e sedutora" em som com um groove sexy. Sean Fennessey da Vibe descreve "Scream" como uma música "sedutora", "repetitiva" e "com uma sexualidade zumbindo". "Scream" é o último single lançado de Shock Value (2007). Mosley Music Group, serviu a música para as principais rádios em 11 de dezembro de 2007 nos Estados Unidos. "Scream" foi lançado mais tarde em todo o mundo entre fevereiro e março do ano seguinte, em formatos digital, extended play e CD single.

## Recepção crítica
Nathan Rabin do The A.V. Club descreveu a canção, junto com "Bombay" e "Fantasy", como uma tentativa de manter o apelo moderno, escrevendo que "capturam ícones do hip-hop tentando desesperadamente fixar o som de mercúrio de hoje antes de se tornarem o estilo de ontem." Ann Powers, do Los Angeles Times, desprezou os vocais de Timbaland através do álbum, escrevendo que "ele é ... arrepiante chegando a Pussycat Doll Nicole Scherzinger." Daniel Incognito do Sputnikmusic elogiou os vocais de Keri Hilson em "Scream" e "Miscommunication", escrevendo que "ela exibe uma mistura inebriante de vocais de R&B talentosos com inteligência, personalidade e equilíbrio." Steve "Flash" Juon de RapReviews descreveu as performances de Hilson e Scherzinger como as "mais sujas e mais eróticas ... de todos os tempos". Norman Mayers da Revista Prefix rotulado como "Scream" e "Miscommunication", que também apresenta Hilson, como "vencedores", ao comentar que Hilson se encaixa naturalmente com as canções de Timbaland.
Ivan Rott, da About.com, no entanto, expressou seu descontentamento, implicando que a música em si obrigaria a pessoa a gritar. Andrea Park do The Online Gargoyle compartilhou os mesmos pensamentos em sua resenha do álbum, afirmando que "A qualidade plana deste álbum foi mais aparente nas cinco músicas com acompanhamento de vocais femininos." Zharmer Hardimon escritor do Houston Chronicle escreveu que os vocais de Keri Hilson são melhores que os de Nicole Scherzinger, enquanto David Hyland do WESH Orlando sente que ela exagera no canto, escrevendo que ela está "operando com a impressão errônea de que sua voz fraca está explodindo adiante." Um escritor do Toronto Star elogiou "Scream" e "The Way I Are" como algumas das faixas mais interessantes do álbum.

## Desempenho comercial
"Scream" foi um sucesso moderado em muitos territórios internacionais. No Canadá, a música entrou no número 92 do Canadian Hot 100 na edição de 12 de janeiro de 2008, durante a semana em que "Apologize", de Timbaland, que ocupou a primeira posição. Constantemente esteve na parada até a edição de 16 de fevereiro de 2008, quando atingiu o número quarenta e um. "Scream" saiu-se melhor na Austrália, onde alcançou o topo do Australian Singles Chart no número vinte na semana de 9 de março de 2008 e esteve presente no gráfico por um total de quatorze semanas. Na edição de 28 de janeiro de 2008, a música estreou no New Zealand Singles Chart no número trinta e dois. Rapidamente ascendeu ao top vinte e, na sexta semana, chegou ao número nove. Na Irlanda, "Scream" estreou no quadro número quinze na edição de 7 de fevereiro de 2008. A música subiu no top vinte e na semana que terminou em 13 de março de 2008, atingiu seu pico em número dez, subindo do número dezenove na semana anterior. Na Suécia, a canção estreou no número trinta e um na semana que terminou em 10 de janeiro de 2008. Na semana seguinte, subiu vinte lugares para onze e na quarta semana, a música subiu para os dez primeiros, chegando ao número oito. Ele acumulou um total de quinze semanas no gráfico, passando sua última semana no número sessenta.

## Videoclipe
O videoclipe da música estreou no Yahoo! Music em 15 de janeiro de 2008 e foi dirigido por Justin Francis. O vídeo começa com Timbaland cantando enquanto é massageado e seduzido por duas mulheres. Em seguida, mostra cortes de Timbaland, Scherzinger e Hilson cantando com e sem Balaclavas em um estacionamento. Na conclusão do segundo refrão, Scherzinger é mostrada cantando em um elevador enquanto se apresenta em frente a um Buick Riviera de 1965 e um Ford Mustang com e sem uma balaclava. A cena seguinte mostra Timbaland e seus dois amigos planejando um assalto com intercultos de Scherzinger, Hilson e Timbaland cantando na frente de um carro. O vídeo termina com Timbaland e seus dois amigos entrando na casa alvejada.

## Faixas
| Download Digital 1. "Scream" (edição de rádio) CD Single 1. "Scream" (edição de rádio) - 3:44 2. "Scream" (Instrumental) - 5:42 | iTunes EP 1. "Scream" (edição de rádio) - 3:44 2. "Scream" (Acapella) - 5:33 3. "Scream" (Instrumental) - 5:36 |

## Créditos e pessoal
Créditos adaptados do encarte do Shock Value, Mosley Music Group, em associação com a Blackground Records e a Interscope Records.
Gravação e mixagem
- Gravado no Hit Factory Criteria em Miami
- Mixado no Chalice Recording Studios em Los Angeles

Equipe
- Composição - Tim Mosley, Nate Hills, Keri Hilson
- Produção - Timbaland , Danja
- Gravação, mixagem e programação - Marcella "Ms. Lago" Araica , Demacio "Demo" Castellon
- Mixagem (assistente) - James Barton
- Pro Tools - Ron Taylor
- Bateria - Timbaland
- Teclado e baixo - Timbaland, Danja
- Guitarra - Kevin Rudolf , Dan Warner, Danja

## Desempenho nas tabelas musicais
| Chart (2008)                                   | Maior posição |
| ---------------------------------------------- | ------------- |
| O campo songid é OBRIGATÓRIO PARA PARADA ALEMÃ | 9             |
| Austrália (ARIA)                               | 20            |
| Áustria (Ö3 Austria Top 75)                    | 18            |
| Bélgica (Ultratop 50 de Flandres)              | 15            |
| Bélgica (Ultratop 50 da Valônia)               | 35            |
| Canadá (Canadian Hot 100)                      | 41            |
| Dinamarca (Hitlisten)                          | 30            |
| Eslováquia (Rádio Top 100)                     | 5             |
| Europa (Billboard European Hot 100 Singles)    | 18            |
| Finlândia (Suomen virallinen lista)            | 5             |
| Hungria (Rádiós Top 40)                        | 33            |
| Hungria (Dance Top 40)                         | 21            |
| Irlanda (IRMA)                                 | 10            |
| Países Baixos (Single Top 100)                 | 16            |
| Nova Zelândia (Recorded Music NZ)              | 9             |
| Noruega (VG-lista)                             | 17            |
| Reino Unido (UK Singles Chart)                 | 12            |
| República Checa (Rádio Top 100)                | 32            |
| Suécia (Sverigetopplistan)                     | 8             |

| Chart (2008)                    | Rank |
| ------------------------------- | ---- |
| Alemanha (German Singles Chart) | 75   |

## Histórico de lançamento
| País          | Data                    | Formato           | Gravadora                                                 |
| ------------- | ----------------------- | ----------------- | --------------------------------------------------------- |
| EUA           | 11 de dezembro de 2007  | Rádios mainstream | Mosley Music Group Blackground Records Interscope Records |
| Mundialmente  | 15 de fevereiro de 2008 | Download digital  | Blackground Records Interscope Records                    |
| Austrália     | 23 de fevereiro de 2008 | Single download   | Blackground Records Interscope Records                    |
| Bélgica       | 23 de fevereiro de 2008 | Single download   | Blackground Records Interscope Records                    |
| Nova Zelândia | 23 de fevereiro de 2008 | Single download   | Blackground Records Interscope Records                    |
| Reino Unido   | 23 de fevereiro de 2008 | Single download   | Blackground Records Interscope Records                    |
| Mundialmente  | 7 de março de 2008      | Extended play     | Blackground Records Interscope Records                    |
| Mundialmente  | 7 de março de 2008      | Single download   | Blackground Records Interscope Records                    |